# 2006-os rövid pályás úszó-világbajnokság
A 2006-os rövid pályás úszó-világbajnokságot április 5. és április 9. között rendezték meg Sanghajban. A világbajnokságon 40 versenyszámban avattak világbajnokot.

## Éremtáblázat
| Hely | Nemzet                  | Arany | Ezüst | Bronz | Összesen |
| 1.   | Ausztrália              | 12    | 9     | 4     | 25       |
| 2.   | Egyesült Államok        | 6     | 7     | 8     | 21       |
| 3.   | Kína                    | 5     | 1     | 6     | 12       |
| 4.   | Dél-afrikai Köztársaság | 3     | 1     | 0     | 4        |
| 5.   | Oroszország             | 3     | 0     | 4     | 7        |
| 6.   | Olaszország             | 2     | 7     | 3     | 12       |
| 7.   | Németország             | 2     | 1     | 3     | 6        |
| 8.   | Ukrajna                 | 2     | 1     | 2     | 5        |
| 9.   | Svédország              | 1     | 2     | 3     | 6        |
| 10.  | Hollandia               | 1     | 1     | 1     | 3        |
| 11.  | Brazília                | 1     | 0     | 1     | 2        |
| 11.  | Kazahsztán              | 1     | 0     | 1     | 2        |
| 13.  | Horvátország            | 1     | 0     | 0     | 1        |
| 14.  | Ausztria                | 0     | 4     | 0     | 4        |
| 15.  | Dél-Korea               | 0     | 2     | 0     | 2        |
| 16.  | Új-Zéland               | 0     | 1     | 1     | 2        |
| 17.  | Finnország              | 0     | 1     | 0     | 1        |
| 17.  | Szlovénia               | 0     | 1     | 0     | 1        |
| 17.  | Venezuela               | 0     | 1     | 0     | 1        |
| 20.  | Egyesült Királyság      | 0     | 0     | 2     | 2        |
| 21.  | Argentína               | 0     | 0     | 1     | 1        |
| 21.  | Norvégia                | 0     | 0     | 1     | 1        |
| 21.  | Szlovákia               | 0     | 0     | 1     | 1        |
|      |                         |       |       |       |          |
|      | Összesen                | 40    | 40    | 42    | 122      |

## Eredmények
- WR = világrekord (World Record)
- CR = világbajnoki rekord (világbajnokságokon elért eddigi legjobb eredmény) (Championship Record)

### Férfi
| Versenyszám               | Arany                                                                                     | Arany       | Ezüst                                                                       | Ezüst    | Bronz                                                                         | Bronz    |
| ------------------------- | ----------------------------------------------------------------------------------------- | ----------- | --------------------------------------------------------------------------- | -------- | ----------------------------------------------------------------------------- | -------- |
| 50 m-es gyorsúszás        | Duje Draganja · Horvátország                                                              | 21,38       | Cullen Jones · Egyesült Államok                                             | 21,52    | Oleksandr Volynets · Ukrajna · Nick Brunelli · Egyesült Államok               | 21,62    |
| 100 m-es gyorsúszás       | Ryk Neethling · Dél-afrikai Köztársaság                                                   | 47,24       | Filippo Magnini · Olaszország                                               | 47,31    | José Meolans · Argentína                                                      | 47,87    |
| 200 m-es gyorsúszás       | Ryk Neethling · Dél-afrikai Köztársaság                                                   | 1:43,51     | Filippo Magnini · Olaszország                                               | 1:43,78  | Massimiliano Rosolino · Olaszország                                           | 1:44,67  |
| 400 m-es gyorsúszás       | Jurij Prilukov · Oroszország                                                              | 3:38:08     | Pak Thehvan · Dél-Korea                                                     | 3:40,43  | Massimiliano Rosolino · Olaszország                                           | 3:41,04  |
| 1500 m-es gyorsúszás      | Jurij Prilukov · Oroszország                                                              | 14:23,92 CR | Pak Thehvan · Dél-Korea                                                     | 14:33,28 | Csang Lin · Kína                                                              | 14:42,82 |
|                           |                                                                                           |             |                                                                             |          |                                                                               |          |
| 50 m-es hátúszás          | Matt Welsh · Ausztrália                                                                   | 23,53       | Thomas Rupprath · Németország                                               | 23,70    | Helge Meeuw · Németország                                                     | 24,01    |
| 100 m-es hátúszás         | Matt Welsh · Ausztrália                                                                   | 51,09       | Markus Rogan · Ausztria                                                     | 51,48    | Randall Bal · Egyesült Államok · Helge Meeuw · Németország                    | 51,63    |
| 200 m-es hátúszás         | Ryan Lochte · Egyesült Államok                                                            | 1:49,05 WR  | Markus Rogan · Ausztria                                                     | 1:50,97  | Matt Welsh · Ausztrália                                                       | 1:53,10  |
|                           |                                                                                           |             |                                                                             |          |                                                                               |          |
| 50 m-es mellúszás         | Oleg Lisogor · Ukrajna                                                                    | 26,39 CR    | Alessandro Terrin · Olaszország                                             | 26,60    | Chris Cook · Egyesült Királyság                                               | 27,17    |
| 100 m-es mellúszás        | Oleg Lisogor · Ukrajna                                                                    | 58,14 CR    | Brenton Rickard · Ausztrália                                                | 58,70    | Alexander Dale Oen · Norvégia                                                 | 59,16    |
| 200 m-es mellúszás        | Vlad Polyakov · Kazahsztán                                                                | 2:06,95     | Brenton Rickard · Ausztrália                                                | 2:07,52  | Yevgeniy Ryzhkov · Kazahsztán                                                 | 2:07,94  |
|                           |                                                                                           |             |                                                                             |          |                                                                               |          |
| 50 m-es pillangóúszás     | Matt Welsh · Ausztrália                                                                   | 23,05       | Sergiy Breus · Ukrajna                                                      | 23,06    | Kaio Almeida · Brazília                                                       | 23,07    |
| 100 m-es pillangóúszás    | Kaio Almeida · Brazília                                                                   | 51,07       | Albert Subirats · Venezuela                                                 | 51,23    | Jayme Cramer · Egyesült Államok                                               | 51,53    |
| 200 m-es pillangóúszás    | Peng Wu · Kína                                                                            | 1:52,36 CR  | Moss Burmester · Új-Zéland                                                  | 1:53,94  | Nikolay Skvortsov · Oroszország                                               | 1:54,09  |
|                           |                                                                                           |             |                                                                             |          |                                                                               |          |
| 100 m-es vegyes úszás     | Ryk Neethling · Dél-afrikai Köztársaság                                                   | 52,42 CR    | Peter Mankoč · Szlovénia                                                    | 53,00    | Stefan Nystrand · Svédország                                                  | 53,97    |
| 200 m-es vegyes úszás     | Ryan Lochte · Egyesült Államok                                                            | 1:53,31 WR  | Markus Rogan · Ausztria                                                     | 1:55,68  | Igor Berezutskiy · Oroszország                                                | 1:56,64  |
| 400 m-es vegyes úszás     | Ryan Lochte · Egyesült Államok                                                            | 4:02,49 CR  | Luca Marin · Olaszország                                                    | 4:05,12  | Igor Berezutskiy · Oroszország                                                | 4:06,81  |
|                           |                                                                                           |             |                                                                             |          |                                                                               |          |
| 4 × 100 m-es gyorsváltó   | Olaszország · Alessandro Calvi · Klaus Lanzarini · Christian Galenda · Filippo Magnini    | 3:10,74     | Svédország · Marcus Piehl · Lars Frölander · Jonas Tilly · Stefan Nystrand  | 3:11,63  | Egyesült Államok · Nick Brunelli · Ryan Lochte · Matt Grevers · Jason Lezak   | 3:11,92  |
| 4 × 200 m-es gyorsváltó   | Olaszország · Massimiliano Rosolino · Matteo Pelliciari · Nicola Cassio · Filippo Magnini | 6:59,08 CR  | Ausztrália · Andrew Mewing · Louis Paul · Grant Brits · Nick Ffrost         | 7:04,16  | Egyesült Államok · Ryan Lochte · Nick Brunelli · Jayme Cramer · Larsen Jensen | 7:04,34  |
| 4 × 100 m-es vegyes váltó | Ausztrália · Matt Welsh · Brenton Rickard · Adam Pine · Ashley Callus                     | 3:27,71     | Egyesült Államok · Ryan Lochte · Scott Usher · Jayme Cramer · Nick Brunelli | 3:28,00  | Ukrajna · Andriy Oleynyk · Oleg Lisogor · Sergiy Advena · Andriy Serdinov     | 3:28,62  |

### Női
| Versenyszám               | Arany                                                                            | Arany      | Ezüst                                                                               | Ezüst   | Bronz                                                                                    | Bronz   |
| ------------------------- | -------------------------------------------------------------------------------- | ---------- | ----------------------------------------------------------------------------------- | ------- | ---------------------------------------------------------------------------------------- | ------- |
| 50 m-es gyorsúszás        | Libby Lenton · Ausztrália                                                        | 23,97      | Therese Alshammar · Svédország                                                      | 23,98   | Marleen Veldhuis · Hollandia                                                             | 24,25   |
| 100 m-es gyorsúszás       | Libby Lenton · Ausztrália                                                        | 52,33      | Marleen Veldhuis · Hollandia                                                        | 53,33   | Maritza Correia · Egyesült Államok                                                       | 53,54   |
| 200 m-es gyorsúszás       | Yu Yang · Kína                                                                   | 1:54,94    | Federica Pellegrini · Olaszország                                                   | 1:55,15 | Annika Liebs · Németország                                                               | 1:55,56 |
| 400 m-es gyorsúszás       | Kate Ziegler · Egyesült Államok                                                  | 4:01,79    | Bronte Barratt · Ausztrália                                                         | 4:03,29 | Federica Pellegrini · Olaszország                                                        | 4:03,63 |
| 800 m-es gyorsúszás       | Anasztaszija Ivanyenko · Oroszország                                             | 8:11,99 CR | Kate Ziegler · Egyesült Államok                                                     | 8:14,12 | Rebecca Cooke · Egyesült Királyság                                                       | 8:20,02 |
|                           |                                                                                  |            |                                                                                     |         |                                                                                          |         |
| 50 m-es hátúszás          | Janine Pietsch · Németország                                                     | 27,00 CR   | Tayliah Zimmer · Ausztrália                                                         | 27,25   | Chang Gao · Kína                                                                         | 27,28   |
| 100 m-es hátúszás         | Janine Pietsch · Németország                                                     | 58,02 CR   | Tayliah Zimmer · Ausztrália                                                         | 58,27   | Chang Gao · Kína                                                                         | 58,74   |
| 200 m-es hátúszás         | Margaret Hoelzer · Egyesült Államok                                              | 2:05,29    | Tayliah Zimmer · Ausztrália                                                         | 2:05,99 | Hannah McLean · Új-Zéland                                                                | 2:06,96 |
|                           |                                                                                  |            |                                                                                     |         |                                                                                          |         |
| 50 m-es mellúszás         | Jade Edmistone · Ausztrália                                                      | 30,22      | Brooke Hanson · Ausztrália                                                          | 30,40   | Jessica Hardy · Egyesült Államok                                                         | 30,48   |
| 100 m-es mellúszás        | Tara Kirk · Egyesült Államok                                                     | 1:05,25 CR | Suzaan van Biljon · Dél-afrikai Köztársaság                                         | 1:05,62 | Jade Edmistone · Ausztrália                                                              | 1:06,08 |
| 200 m-es mellúszás        | Hui Qi · Kína                                                                    | 2:20,72    | Tara Kirk · Egyesült Államok                                                        | 2:21,77 | Nan Luo · Kína                                                                           | 2:23,49 |
|                           |                                                                                  |            |                                                                                     |         |                                                                                          |         |
| 50 m-es pillangóúszás     | Therese Alshammar · Svédország                                                   | 25,76      | Fabienne Nadarajah · Ausztria                                                       | 25,95   | Anna-Karin Kammerling · Svédország                                                       | 26,07   |
| 100 m-es pillangóúszás    | Libby Lenton · Ausztrália                                                        | 56,61      | Rachel Komisarz · Egyesült Államok                                                  | 57,43   | Jessicah Schipper · Ausztrália                                                           | 57,49   |
| 200 m-es pillangóúszás    | Jessicah Schipper · Ausztrália                                                   | 2:05,11 CR | Francesca Segat · Olaszország                                                       | 2:05,91 | Yu Yang · Kína                                                                           | 2:07,05 |
|                           |                                                                                  |            |                                                                                     |         |                                                                                          |         |
| 100 m-es vegyes úszás     | Brooke Hanson · Ausztrália                                                       | 1:00,16    | Hanna-Maria Seppälä · Finnország                                                    | 1:00,74 | Martina Moravcová · Szlovákia                                                            | 1:01,41 |
| 200 m-es vegyes úszás     | Hui Qi · Kína                                                                    | 2:09,33    | Kaitlin Sandeno · Egyesült Államok                                                  | 2:10,79 | Lara Carroll · Ausztrália                                                                | 2:11,77 |
| 400 m-es vegyes úszás     | Hui Qi · Kína                                                                    | 4:34,28    | Alessia Filippi · Olaszország                                                       | 4:35,38 | Anasztaszija Ivanyenko · Oroszország                                                     | 4:35,54 |
|                           |                                                                                  |            |                                                                                     |         |                                                                                          |         |
| 4 × 100 m-es gyorsváltó   | Hollandia · Inge Dekker · Hinkelien Schreuder · Chantal Groot · Marleen Veldhuis | 3:33,32 WR | Ausztrália · Shayne Reese · Sophie Edington · Danni Miatke · Libby Lenton           | 3:34,95 | Svédország · Josefin Lillhage · Therese Alshammar · Anna-Karin Kammerling · Ida Mattsson | 3:36,13 |
| 4 × 200 m-es gyorsváltó   | Ausztrália · Bronte Barratt · Jessicah Schipper · Shayne Reese · Libby Lenton    | 7:46,96    | Kína · Jiaying Pang · Jingzhi Tang · Yanwei Xu · Yu Yang                            | 7:47,07 | Egyesült Államok · Kate Ziegler · Rachel Komisarz · Amanda Weir · Kaitlin Sandeno        | 7:49,16 |
| 4 × 100 m-es vegyes váltó | Ausztrália · Tayliah Zimmer · Jade Edmistone · Jessicah Schipper · Libby Lenton  | 3:51,84 WR | Egyesült Államok · Margaret Hoelzer · Tara Kirk · Rachel Komisarz · Maritza Correia | 3:55,65 | Kína · Chang Gao · Nan Luo · Yafei Zhou · Yanwei Xu                                      | 3:55,76 |